# Napoleón y los judíos

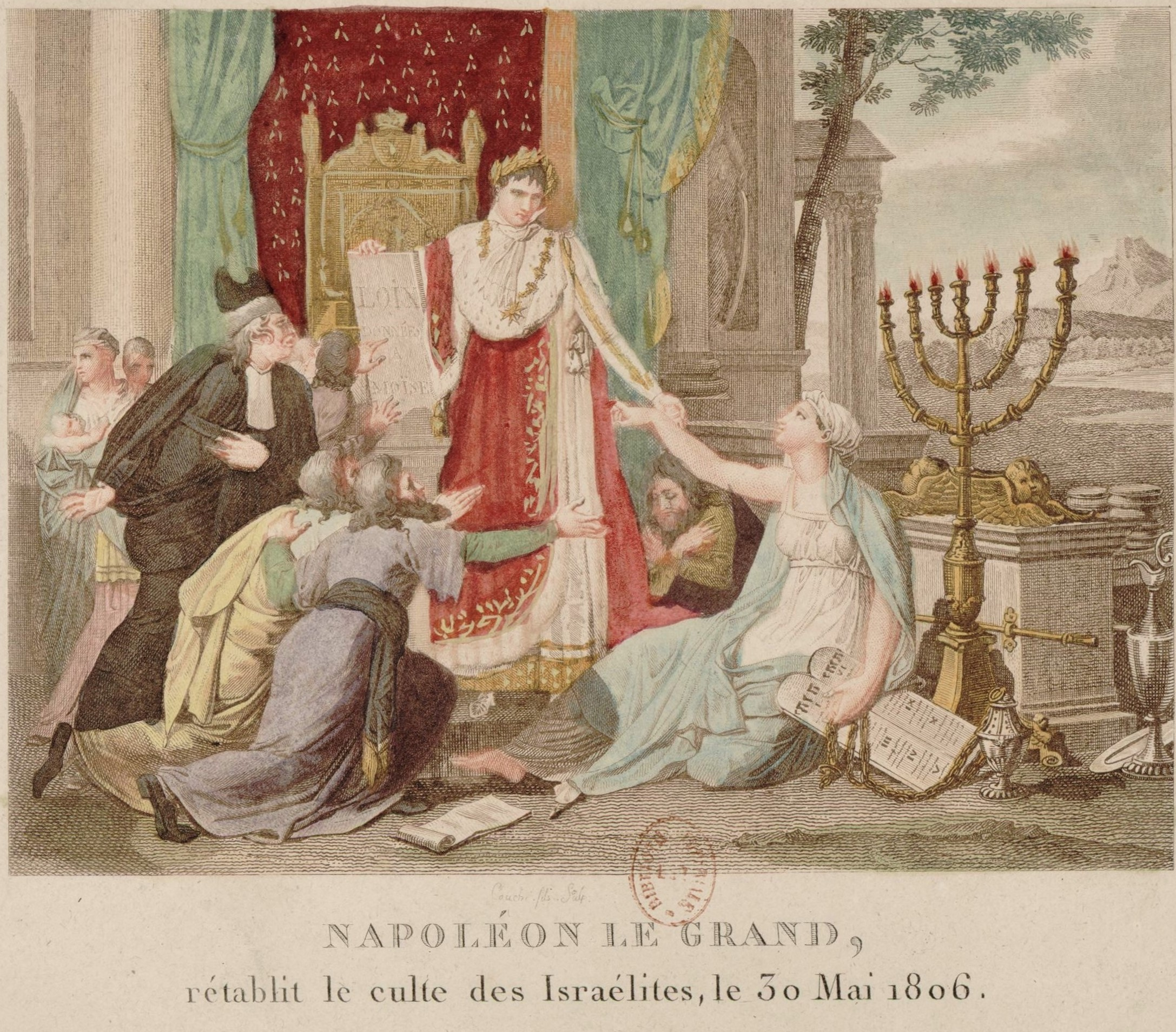
Un grabado francés de 1806 de Napoleón concediendo libertad de culto a los judíos.

Las primeras leyes de emancipación de los judíos en Francia se promulgaron durante la Revolución francesa, estableciéndolos como ciudadanos iguales a los demás franceses. En los países que el subsiguiente Consulado de Napoleón Bonaparte y el Imperio francés conquistaron durante las guerras napoleónicas, emancipó a los judíos e introdujo otras ideas de libertad de la Revolución francesa. Por ejemplo, anuló las antiguas leyes que restringían a los judíos a residir en guetos, así como levantó las leyes que limitaban los derechos de los judíos a la propiedad, al culto y a ciertas ocupaciones.
Sin embargo, en un esfuerzo por promover la integración de los judíos en la sociedad francesa, Napoleón también implementó varias políticas que erosionaban la distinción judía. Por ejemplo, restringió la práctica judía de préstamos de dinero, restringió las regiones a las que los judíos podían emigrar y exigió a los judíos que adoptaran nombres formales. También implementó una serie de consistorios, que sirvieron como un canal efectivo utilizado por el gobierno francés para regular la vida religiosa judía.
Los historiadores han discrepado sobre las intenciones de Napoleón en estas acciones, así como sobre sus sentimientos personales y políticos hacia la comunidad judía. Algunos[¿quién?] han dicho que tenía razones políticas pero que no sentía simpatía por los judíos. En general, sus acciones contaron con la oposición de los líderes de las monarquías de otros países. Después de su derrota por la Coalición contra Francia, una contrarrevolución barrió muchos de estos países y restauró las medidas discriminatorias contra los judíos.

## Las leyes de Napoleón y los judíos
La Revolución francesa abolió el diferente trato a las personas según su religión u origen que había existido bajo la monarquía. El catolicismo romano había sido la religión estatal establecida, estrechamente ligada históricamente a la monarquía, que representaba tanto la autoridad religiosa como la política. La Declaración de los Derechos del Hombre y del Ciudadano de 1789 garantizaba la libertad de religión y el libre ejercicio del culto, siempre que no fuera contrario al orden público. En esa época, la mayoría de los demás países europeos aplicaban medidas que restringían los derechos de las personas de sus naciones que practicaban religiones minoritarias. 
A principios del siglo XIX, a través de sus conquistas en Europa, Napoleón Bonaparte difundió las ideas modernistas de la Francia revolucionaria: igualdad de los ciudadanos y el estado de derecho. La actitud personal de Napoleón hacia los judíos ha sido interpretada de diversas maneras por diferentes historiadores, ya que en distintos momentos hizo declaraciones tanto de apoyo como de oposición al pueblo judío. El rabino ortodoxo Berel Wein afirmaba que a Napoleón le interesaba sobre todo que los judíos se asimilaran, en lugar de prosperar como comunidad diferenciada: "La tolerancia y la equidad externas de Napoleón hacia los judíos se basaban en realidad en su gran plan de hacerlos desaparecer por completo mediante la asimilación total, el el matrimonio mixto y la conversión. "
Napoleón estaba preocupado por el papel de los judíos como prestamistas, queriendo acabar con ello.[cita requerida] Su liberación de las comunidades judías en Italia (especialmente en Ancona en los Estados Pontificios) y su insistencia en la integración de los judíos como iguales en las sociedades francesa e italiana demuestran que distinguía entre los usureros (judíos o no), a los que comparaba con las  langostas, y los que aceptaban a los no judíos como sus iguales.
Su carta a Champagny, ministro del Interior, del 29 de noviembre de 1806, expresa su pensamiento:
[Es necesario] reducir, si no destruir, la tendencia de los judíos a practicar un gran número de actividades perjudiciales para la civilización y el orden público de la sociedad en todos los países del mundo. Es necesario detener el daño impidiéndolo; para impedirlo, es necesario cambiar a los judíos. [...] Una vez que parte de su juventud ocupe su lugar en nuestros ejércitos, dejarán de tener intereses y sentimientos judíos; sus intereses y sentimientos serán franceses.[cita requerida]
Aunque insistía en la primacía del derecho civil sobre el militar, Napoleón conservaba un profundo respeto y afecto por los militares como profesión. A menudo contrataba a antiguos soldados en ocupaciones civiles.
A través de sus políticas en general, Napoleón mejoró en gran medida la condición de los judíos en Francia y Europa, y éstos le admiraron ampliamente. A partir de 1806, Napoleón aprobó una serie de medidas que mejoraban la posición de los judíos en el Imperio francés. Reconoció a un grupo representativo elegido por la comunidad judía, el Gran Sanedrín, como sus representantes ante el gobierno francés.

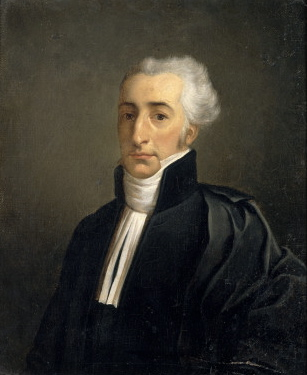
Abraham Furtado, a French Sephardi Jew, was the secretary of the Grand Sanhedrin established by Napoleon (portrait in the Musée d'Art et d'Histoire du Judaïsme)

En los países conquistados, abolió las leyes que limitaban a los judíos a vivir en guetos. En 1807, designó al judaísmo como una de las religiones oficiales de Francia, junto con el catolicismo romano, durante mucho tiempo la religión estatal establecida, el luteranismo y el calvinismo protestantes (los hugonotes, seguidores de este último, habían sido duramente perseguidos por la monarquía a finales del siglo XVII y en el XVIII).
En 1808, Napoleón dio marcha atrás a una serie de reformas (bajo el llamado décret infâme, o Decreto infame, del 17 de marzo de 1808), declarando anuladas, reducidas o aplazadas todas las deudas con los judíos. El Decreto infame impuso una prohibición de diez años a cualquier tipo de actividad de préstamo de dinero judío. Del mismo modo, los individuos judíos que ocupaban posiciones de subordinación -como un sirviente, un oficial militar o una esposa judía- no podían participar en ningún tipo de actividad de préstamo de dinero sin el consentimiento explícito de sus superiores. El objetivo de Napoleón al aplicar el Decreto Infame de 1808 era integrar la cultura y las costumbres judías en las de Francia. Al restringir la actividad de préstamo de dinero, los judíos se verían obligados a dedicarse a otras prácticas para ganarse la vida. Asimismo, para poder incluso ejercer la actividad de préstamo de dinero, el decreto exigía a los judíos solicitar una licencia anual, concedida únicamente con la recomendación del consistorio local de los judíos y con la garantía de la honestidad de los mismos. Esto causó tantas pérdidas financieras que la comunidad judía estuvo a punto de colapsar. En otro orden de cosas, el Decreto Infame también impuso fuertes restricciones a la capacidad de los judíos para emigrar. El decreto impedía que los judíos se trasladaran a las regiones de Alsacia y exigía que los judíos que quisieran trasladarse a otras regiones de Francia poseyeran o compraran tierras para cultivar. También les exigía que se abstuvieran de realizar cualquier tipo de actividad de préstamo de dinero. (La ley finalmente sólo impuso estas restricciones a los judíos del noreste). Asimismo, el decreto francés exigía que los individuos judíos sirvieran en el ejército francés, sin ninguna oportunidad de proporcionar un individuo de reemplazo. El último componente del Decreto Infame -establecido en julio de 1808- exigía que los judíos adoptaran nombres franceses con los que se dirigirían a ellos. Antes, los judíos solían referirse a ellos como José hijo de Benjamín. También se les impedía elegir nombres de ciudades o nombres de la Biblia hebrea. Napoleón trató de integrar más plenamente al pueblo judío en la sociedad francesa estableciendo las pautas que debían seguir para adoptar nombres. Napoleón puso fin a estas restricciones hacia 1811.
El historiador Ben Weider argumentó que Napoleón tuvo que ser extremadamente cuidadoso en la defensa de las minorías oprimidas, como los judíos, por mantener el equilibrio con otros intereses políticos, pero dice que el líder vio claramente el beneficio político para su Imperio a largo plazo en apoyarlos. Napoleón esperaba utilizar la igualdad como una forma de obtener ventajas de los grupos discriminados, como los judíos o los protestantes.
Ambos aspectos de su pensamiento pueden verse en una respuesta de 1822 al médico Barry O'Meara, que había escrito a Napoleón tras su exilio, preguntándole por qué presionaba por la emancipación de los judíos:
Quería que dejaran la usura y se volvieran como los demás hombres... poniéndolos en igualdad de condiciones con los católicos, los protestantes y otros, esperaba que se convirtieran en buenos ciudadanos y se comportaran como los demás miembros de la comunidad... ya que sus rabinos les explicaron que no debían practicar la usura con sus propias tribus, pero que se les permitía hacerlo con los cristianos y otros, que, por lo tanto, como yo les había devuelto todos sus privilegios... no se les permitía practicar la usura conmigo ni con ellos, sino que nos trataran como si fuéramos de la tribu de Judá. Además, habría atraído grandes riquezas a Francia, ya que los judíos son muy numerosos y habrían acudido en masa a un país en el que disfrutaran de privilegios tan superiores. Además, quería establecer una libertad de conciencia universal.
En una carta privada a su hermano Jerónimo Bonaparte, fechada el 6 de marzo de 1808, Napoleón expresó una opinión contradictoria:
He emprendido la reforma de los judíos, pero no me he esforzado por atraer a más de ellos a mi reino. Lejos de eso, he evitado hacer cualquier cosa que pudiera mostrar alguna estima por los más despreciables de la humanidad.

### Proclamación de Bonaparte a los judíos de África y Asia

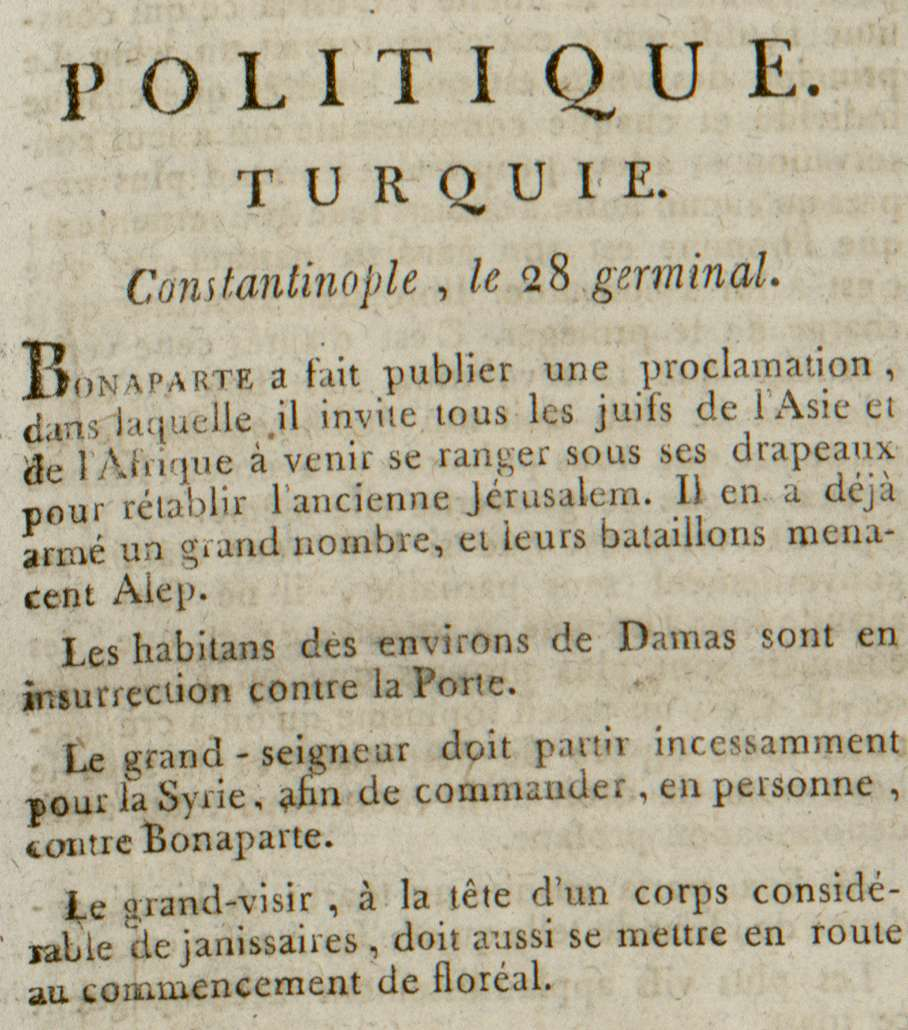
Extracto de la proclamación de Napoleón a los judíos, publicado en la Gazette Nationale

Durante el asedio de Acre de Napoleón en 1799, la Gazette Nationale, el principal periódico francés durante la Revolución francesa, publicó el 3 de Prairial, Año vii (Calendario republicano francés, equivalente al 22 de mayo de 1799) una breve declaración que: 
Buonaparte a fait publier une proclamation, dans laquelle il invite les juifs de l'Asie et de l'Afrique à venir se ranger sous ses drapeaux, pour rétablir l'ancienne Jérusalem; il en a déjà armé un grand nombre, et leurs bataillons menacent Alep.
Esto se ha traducido en inglés como:
Bonaparte ha publicado una proclama en la que invita a todos los judíos de Asia y África a reunirse bajo su bandera para restablecer la antigua Jerusalén. Ya ha dado armas a un gran número, y sus batallones amenazan Alepo.
Las fuerzas de Napoleón perdieron ante Gran Bretaña y nunca llevó a cabo su supuesto plan. Historiadores como Nathan Schur en Napoleón y Tierra Santa (2006) creen que la intención de Napoleón era hacer propaganda y conseguir apoyo para su campaña entre los judíos de esas regiones. Ronald Schechter cree que el periódico estaba informando de un rumor, ya que no hay documentación que demuestre que Napoleón contempló tal política. Otros historiadores  sugieren que la proclamación pretendía obtener el apoyo de Haim Farhi, el consejero judío de Ahmed al Jazzar, el gobernante musulmán de Acre, y atraerlo al lado de Napoleón. Farhi comandó la defensa de Acre en el campo de batalla.[cita requerida]
La idea en sí puede tener su origen en Thomas Corbet (1773-1804), un angloirlandés emigrante protestante que, como miembro de la Sociedad de Irlandeses Unidos, fue aliado del gobierno francés, participó en actividades revolucionarias contra el gobierno británico y sirvió en el ejército francés. Su hermano, William Corbet también sirvió como general en el ejército francés. En febrero de 1790, fue autor de una carta dirigida al  Directorio francés, entonces bajo el liderazgo del patrón de Napoleón Paul Barras. En la carta afirmaba "Te recomiendo, Napoleón, que llames al pueblo judío para que se una a tu conquista en Oriente, a tu misión de conquistar la tierra de Israel" diciendo: "Sus riquezas no les consuelan de sus penurias. Esperan con impaciencia la época de su restablecimiento como nación". La Dra. Milka Levy-Rubin, conservadora de la Biblioteca Nacional de Israel, ha atribuido la motivación de Corbert a un sionismo cristiano basado en temas premilenialistas. No se sabe cuál fue la respuesta directa de Napoleón a la carta, pero hizo su propia proclamación tres meses después.
En 1940, el historiador Franz Kobler afirmó haber encontrado una versión detallada de la proclamación a partir de una traducción alemana. La afirmación de Kobler se publicó en La Nueva Judea, la revista oficial de la Organización Sionista Mundial. La versión de Kobler sugiere que Napoleón estaba invitando a los judíos de todo el Oriente Medio y el norte de África a crear una patria judía. Incluye frases como "¡herederos legítimos de Palestina!" y "vuestra existencia política como nación entre las naciones". Estos conceptos se han asociado más comúnmente con el movimiento sionista, que se desarrolló a finales del siglo XIX.
Historiadores como Henry Laurens, Ronald Schechter y Jeremy Popkin creen que el documento alemán (que nunca se ha encontrado) era una falsificación, como afirma Simon Schwarzfuchs en su libro de 1979.
El rabino Aharon Ben-Levi de Jerusalén también se sumó a la proclama, llamando a los judíos a alistarse en el ejército de Napoleón "para volver a Sión como en los días de Esdras y Nehemías" y reconstruir el Templo. Según el profesor Mordechai Gichon, historiador militar y arqueólogo de la Universidad de Tel Aviv, que resumió 40 años de investigación sobre el tema, Napoleón tenía la idea de establecer un hogar nacional para los judíos en la Tierra de Israel, "Napoleón creía que los judíos le devolverían sus favores sirviendo a los intereses franceses en la región", afirmó Gichon. "Después de regresar a Francia, lo único que le interesaba en relación con los judíos era cómo utilizarlos para reforzar la nación francesa", afirma Gichon. "Por lo tanto, trató de ocultar el capítulo sionista de su pasado". Sin embargo, el profesor Ze'ev Sternhell, de la Universidad Hebrea de Jerusalén, cree que toda esta historia no es más que una rareza. "La gran contribución de Napoleón vino, de hecho, en forma de promoción de la incorporación de los judíos a la sociedad francesa",

## El legado de Napoleón
Napoleón tuvo más influencia sobre los judíos en Europa de la que se detalla en sus decretos. Al romper las castas feudales de media Europa e introducir la igualdad de la Revolución francesa, consiguió más para la emancipación judía de lo que se había logrado durante los tres siglos anteriores. Como parte del reconocimiento de la comunidad judía, estableció un consistorio israelita nacional en Francia. Su objetivo era servir como autoridad centralizadora de la vida religiosa y comunitaria judía. Napoleón implantó también otros consistorios regionales en todo el Imperio francés, con el Consistorio israelita como consistorio principal; tenía la responsabilidad de supervisar los distintos consistorios regionales. Los consistorios regionales, a su vez, supervisaban los aspectos económicos y religiosos de la vida judía. Los consistorios regionales estaban formados por una junta de cinco personas, normalmente ocupada por uno (o, en algunos casos, dos) rabinos, y el resto por individuos laicos que vivían en los distritos sobre los que el consistorio mantenía jurisdicción. El Consistorio israelita de Francia estaba formado por tres rabinos y dos laicos. A cargo del Consistorio israelita (y del sistema consistorial en general) había una junta de 25 miembros. Los miembros de la junta, todos judíos, eran nombrados por el prefecto, lo que permitía al gobierno francés regular el sistema de consistorios y, a su vez, diversos aspectos de la vida judía. Del mismo modo, estableció el Westfalia (Idioma hebreo). Esto sirvió de modelo para otros estados alemanes hasta después de la caída de Napoleón. Napoleón mejoró permanentemente la condición de los judíos en las  provincias del Rin prusianas al gobernar esta zona.
Heine y Börne dejaron constancia de su sentimiento de obligación con los principios de actuación de Napoleón. Los judíos alemanes, en particular, han considerado históricamente a Napoleón como el principal precursor de la emancipación judía en Alemania. Cuando el gobierno exigió a los judíos que eligieran apellidos según el modelo dominante, se dice que algunos tomaron el nombre de Schöntheil, una traducción de "Bonaparte"." En los guetos judíos crecieron leyendas sobre las acciones de Napoleón. El autor italiano del siglo XX Primo Levi escribió que los judíos italianos a menudo elegían Napoleone y Bonaparte como su nombre de pila para reconocer a su histórico libertador.[cita requerida]

### Reacciones de las principales potencias europeas
El zar ruso  Alejandro I se opuso a la emancipación de los judíos por parte de Napoleón y al establecimiento del Gran Sanedrín. Denunció con vehemencia las libertades concedidas a los judíos y exigió que la Iglesia ortodoxa rusa protestara contra la política religiosa tolerante de Napoleón. Se refirió al emperador en una proclama como "el anticristo" y el "enemigo de Dios".[cita requerida]
El Santo Sínodo de Moscú proclamó: "Con el fin de destruir los fundamentos de las Iglesias de la Cristiandad, el emperador de los franceses ha invitado a su capital a todas las sinagogas judaicas y pretende, además, fundar un nuevo Sanedrín hebreo - el mismo consejo que, según la Biblia cristiana, condenó a muerte por crucifixión al venerado personaje, Jesús de Nazaret". [cita requerida]
El zar persuadió a Napoleón para que firmara un decreto del 17 de marzo de 1808 que restringía las libertades concedidas a los judíos. Napoleón esperaba a cambio que el Zar ayudara a persuadir a Gran Bretaña para que terminara la guerra en Europa. De no ser así, tres meses después, Napoleón anuló de hecho el decreto permitiendo a las autoridades locales aplicar sus anteriores reformas. Más de la mitad de los departamentos franceses restablecieron las libertades garantizadas a los judíos.[cita requerida]
En Austria, el Canciller Metternich escribió: "Temo que los judíos crean que (Napoleón) es su Mesías prometido".[cita requerida]
En Prusia, los líderes de la Iglesia luterana eran extremadamente hostiles a las acciones de Napoleón. Los reinos italianos desconfiaban de sus acciones, aunque expresaban una oposición menos violenta. [cita requerida]
Gran Bretaña, que estaba en guerra con Napoleón, rechazaba el principio y la doctrina del Sanedrín.[cita requerida]

### Judíos en Europa
Todos los estados bajo autoridad francesa aplicaron las reformas de Napoleón. En Italia, los Países Bajos y los estados alemanes, los judíos se emanciparon y pudieron actuar como hombres libres por primera vez en esas naciones. Después de que los británicos derrotaran a Napoleón en la Waterloo, una contrarrevolución en muchos de estos países dio lugar al restablecimiento de las medidas discriminatorias contra los judíos.